# La Haye-Malherbe
La Haye-Malherbe är en kommun i departementet Eure i regionen Normandie i norra Frankrike. Kommunen ligger i kantonen Louviers-Sud som tillhör arrondissementet Les Andelys. År 2022 hade La Haye-Malherbe 1 374 invånare.

## Befolkningsutveckling
Antalet invånare i kommunen La Haye-Malherbe
Referens:INSEE